# Malice (przystanek kolejowy)
Malice – dawny przystanek kolejki wąskotorowej w Malicach, w gminie Werbkowice, w powiecie hrubieszowskim, w województwie lubelskim.